# Suomen Cup 2007
La Suomen Cup 2007 è stata la 52ª edizione della manifestazione calcistica. È iniziata il 29 maggio 2007 e si è conclusa l'11 novembre 2007.

## Ottavi di finale
| Squadra 1   | Risultato   | Squadra 2   |
| ----------- | ----------- | ----------- |
| AC Oulu     | 2 - 0       | Haka        |
| JIPPO       | 1 - 4       | Tampere Utd |
| GBK         | 1 - 0       | City Stars  |
| PP-70       | 1 - 3       | Lahti       |
| Inter Turku | 2 - 0       | HIFK        |
| HJK         | 8 - 1       | SoVo        |
| JJK         | 2 - 0 (dts) | MyPa        |
| Honka       | 4 - 0       | Kuusankoski |

## Quarti di finale
| Squadra 1   | Risultato       | Squadra 2   |
| ----------- | --------------- | ----------- |
| Honka       | 2 - 2 (4-2 dtr) | Inter Turku |
| GBK         | 0 - 0 (5-3 dtr) | Lahti       |
| JJK         | 0 - 4           | HJK         |
| Tampere Utd | 0 - 0 (4-3 dtr) | AC Oulu     |

## Semifinali
| Squadra 1   | Risultato | Squadra 2 |
| ----------- | --------- | --------- |
| HJK         | 0 - 1     | Honka     |
| Tampere Utd | 2 - 0     | GBK       |

## Finale
| Squadra 1   | Risultato       | Squadra 2 |
| ----------- | --------------- | --------- |
| Tampere Utd | 3 - 3 (3-1 dtr) | Honka     |